# Zonitodema
Zonitodema is een geslacht van kevers uit de familie oliekevers (Meloidae).
Het geslacht is voor het eerst wetenschappelijk beschreven in 1909 door Péringuey.

## Soorten
Het geslacht omvat de volgende soorten:
- Zonitodema caerulans (Fairmaire, 1887)
- Zonitodema collaris (Fåhraeus, 1870)
- Zonitodema notatithorax Pic, 1912
- Zonitodema parentalis Péringuey, 1909
- Zonitodema proxima (Péringuey, 1892)
- Zonitodema ruficeps (Péringuey, 1888)
- Zonitodema viridipennis (Fabricius, 1798)